# Ministère de la Présidence et de la Justice
Le ministère de la Présidence, de la Justice et des Relations avec les Cortes (en espagnol : Ministerio de la Presidencia, Justicia y Relaciones con las Cortes) est le département ministériel responsable des relations institutionnelles, de la coordination interministérielle, de l'élaboration du droit et de l'administration du système judiciaire
Il est dirigé, depuis le 21 novembre 2023, par le socialiste Félix Bolaños.

## Missions

### Fonctions
Le ministère est responsable de la proposition et de la mise en œuvre des politiques gouvernementales dans les domaines d'aspect constitutionnel, de la préparation, du déploiement et du suivi du programme législatif, de l'appui direct à la présidence du gouvernement, de l'assistance au Conseil des ministres, aix commissions déléguées et à la commission générale des secrétaires d'État et sous-secrétaires, ainsi qu'au gouvernement dans ses rapports avec les Cortes Generales, de la proposition et de l'exécution des politiques gouvernementales pour la mise en place de l'ordre juridique et l'exercice de la liberté religieuse, des relations avec l'administration du service public de la justice, le Conseil général du pouvoir judiciaire et le ministère public via le procureur général de l'État, et de la coopération juridique internationale.

### Organisation
Le ministère s'organise de la façon suivante :
- ministre de la Présidence, de la Justice et des Relations avec les Cortes
  - secrétariat d'État à la Justice
    - secrétariat général pour l'Innovation et la Qualité du service public de la Justice
      - direction générale du Service public de la Justice
      - direction général de la Transformation numérique de l'administration judiciaire
      - direction générale de la Sécurité juridique et de la Foi publique

    - direction générale de la Coopération juridique internationale et des Droits humains

  - secrétariat d'État aux Relations avec les Cortes et aux Affaires constitutionnelles
    - direction générale des Relations avec les Cortes
    - direction générale des Affaires constitutionnelles et de la Coordination juridique

  - sous-secrétariat de la Présidence, de la Justice et des Relations avec les Cortes
    - secrétariat général technique-secrétariat du Gouvernement
    - direction générale des Services

  - bureau de l'Avocat général de l'État
    - direction générale des Affaires consultatives
    - direction générale des Affaires contentieuses

## Titulaires
| Nom | Nom           | Dates du mandat | Dates du mandat | Parti | Gouvernement(s) |
| --- | ------------- | --------------- | --------------- | ----- | --------------- |
|     | Félix Bolaños | 21/11/2023      | En fonction     | PSOE  | Sánchez III     |